# Rodi Garganico
Rodi Garganico (AFI: /ˈrɔdi ɡarˈɡaniko/; Ròude oppure Rùre in dialetto garganico, [ˈroɵːd̪(ĕ)] o anche [ˈrʊːɾ]), fino al 1863 chiamata Rodi, è un comune italiano di 3 310 abitanti della provincia di Foggia in Puglia. Fa parte del parco nazionale del Gargano e della comunità montana del Gargano. Dal 2010 può fregiarsi del titolo di “città”.
È un noto centro per la produzione degli agrumi del Gargano fin dal Medioevo. Tra questi, le arance del Gargano e i limoni Femminello, riconosciuti oggi come prodotti IGP.
Apprezzata località balneare, per la qualità delle sue acque di balneazione è stata più volte insignita della Bandiera Blu (l'ultima nel 2024) dalla Foundation for Environmental Education. Nel 2010 ha ottenuto tre "vele" nell'ambito della campagna della Goletta Verde di Legambiente.

## Geografia fisica

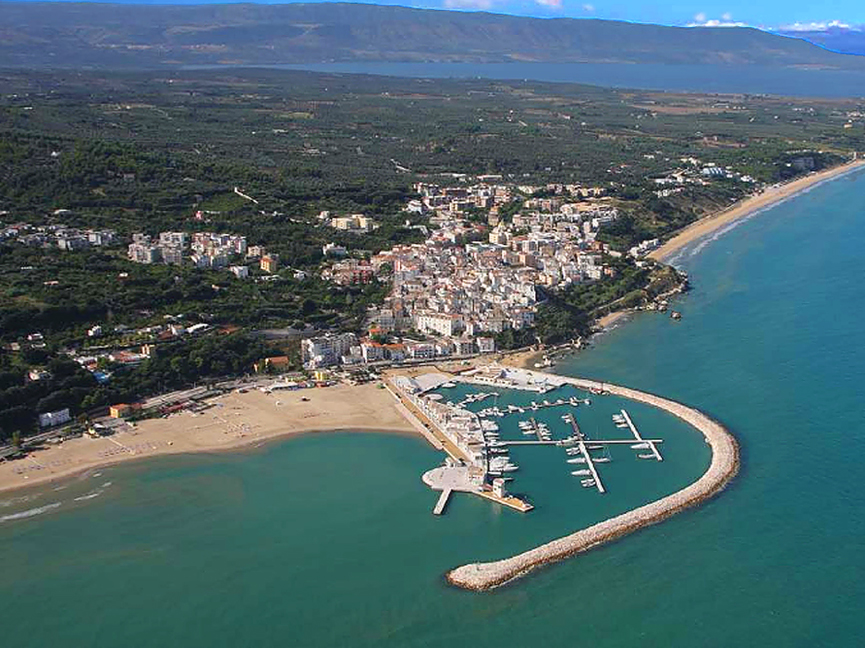
Vista aerea di Rodi Garganico e del porto turistico

Rodi Garganico si trova sul litorale nord del Gargano, al centro di un tratto di costa lungo circa 12 chilometri compreso tra San Menaio ad est (a circa 5 km) e Foce Varano, frazione di Ischitella, ad ovest. Venti miglia nautiche (circa 37 chilometri) attraverso l'Adriatico in direzione nord-est la separano dall'arcipelago delle Isole Tremiti.
L'abitato è abbarbicato su un promontorio roccioso tra due lunghi arenili sabbiosi a pochi chilometri ad est del lago di Varano. È circondato da una lussureggiante vegetazione, composta soprattutto da agrumeti, oliveti e pinete, nonché da alberi di carrube e fichi.
Il centro storico, come le mura di cui è cinto, è d'origine medievale ed è caratterizzato da vicoli stretti, in buona parte ripidi e con tracciati intricati, che si insinuano in un tessuto urbano costituito da case di uniforme aspetto architettonico, realizzate in modo tale che da ognuna sia possibile scorgere il mare. Questo grazie anche all'orografia e alla geografia del paese, che sviluppandosi su una punta circondata dall'Adriatico su tre lati, rispondeva alle esigenze della vocazione marinara della cittadina.

### Territorio
La costa, che volge a settentrione, è caratterizzata da lunghe spiagge la cui continuità è interrotta dalla punta rocciosa su cui sorge l'abitato di Rodi Garganico. La sabbia che compone gli arenili è chiara e caratterizzata dalla granulometria particolarmente fine.

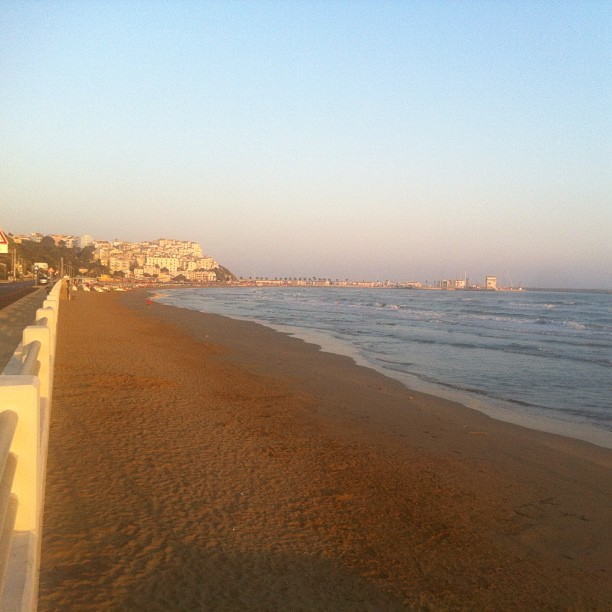
Spiaggia di Levante all'alba

#### Spiaggia di levante
La spiaggia, riparata dai venti di maestrale grazie allo schermo offerto dal porto, si estende in lunghezza per circa 4 km fin quasi alla spiaggia di San Menaio, ed è larga in prossimità dell'abitato più di 60 metri. Nel 2009, in seguito alle operazioni di dragaggio del fondo marino compiute durante la costruzione del porto turistico, centinaia di migliaia di metri cubi di sabbia sono stati aggiunti all'arenile, contribuendo ad aumentarne ulteriormente la larghezza lungo tutto il fronte costiero.

#### Spiaggia di ponente

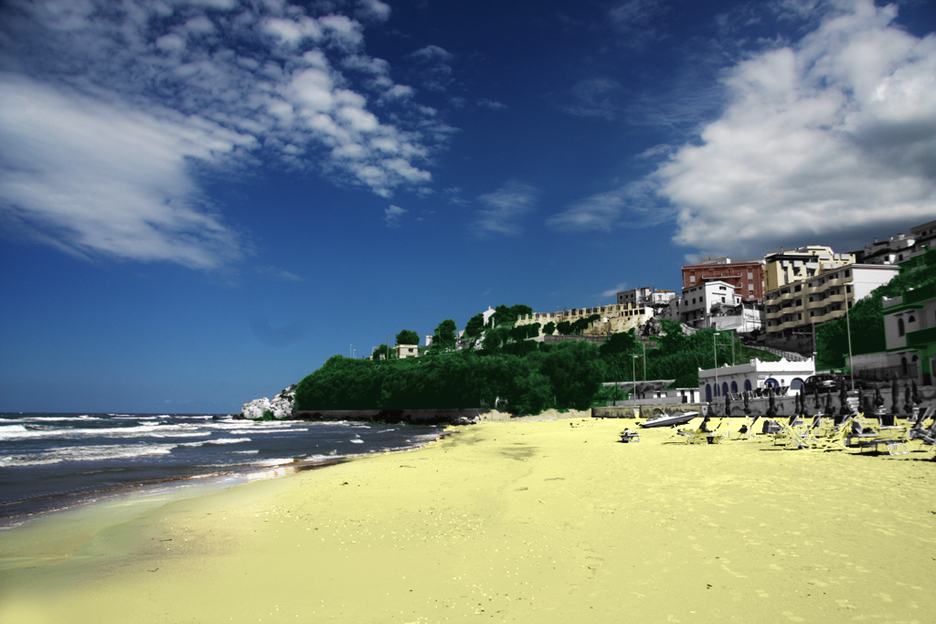
Spiaggia di Ponente

La spiaggia di ponente si sviluppa ad ovest del Comune comprendendo la Spiaggia “Sotto la Costa”, la Spiaggia della Baia Santa Barbara e la Spiaggia del Lido del sole, dove si concentra la maggior parte delle infrastrutture turistiche rodiane.
L'arenile si prolunga fino al confine comunale con Ischitella per una lunghezza totale di 4950 m ed è formato nel tratto più occidentale da una lunga serie di dune sabbiose che digradano lentamente in mare, mentre nei primi 400 metri ad ovest del porto si presenta ghiaio-sabbioso per la presenza di ciottoli trasportati dall'azione dilavante di piogge e maree. La spiaggia è interrotta in corrispondenza della foce del Torrente Romandato.

### Sismicità
L'intero territorio comunale di Rodi è parte integrante del distretto sismico del Gargano.
- Classificazione sismica: zona 2 (sismicità media)[21]

### Clima
Il clima, già piuttosto temperato per la latitudine, risente dell'influenza del mare che mitiga i rigori invernali e le calure estive.
La temperatura media annua è di circa 16 °C. Il mese più freddo è gennaio (8,4 °C di media) ed il più caldo agosto (24,5 °C).
Dal punto di vista legislativo il comune di Rodi Garganico ricade nella Fascia Climatica C in quanto i gradi giorno della città sono 1353. Il limite massimo consentito per l'accensione dei riscaldamenti è pertanto di 10 ore giornaliere dal 15 novembre al 31 marzo.
- Classificazione climatica: zona C, 1353 GG

| Rodi Garganico      | Mesi | Mesi | Mesi | Mesi | Mesi | Mesi | Mesi | Mesi | Mesi | Mesi | Mesi | Mesi | Stagioni | Stagioni | Stagioni | Stagioni | Anno |
| Rodi Garganico      | Gen  | Feb  | Mar  | Apr  | Mag  | Giu  | Lug  | Ago  | Set  | Ott  | Nov  | Dic  | Inv      | Pri      | Est      | Aut      | Anno |
| ------------------- | ---- | ---- | ---- | ---- | ---- | ---- | ---- | ---- | ---- | ---- | ---- | ---- | -------- | -------- | -------- | -------- | ---- |
| T. max. media (°C)  | 11,1 | 11,8 | 13,7 | 17,2 | 21,7 | 25,5 | 28,3 | 28,4 | 25,4 | 20,8 | 16,2 | 12,9 | 11,9     | 17,5     | 27,4     | 20,8     | 19,4 |
| T. media (°C)       | 8,4  | 8,8  | 10,3 | 13,3 | 17,6 | 21,5 | 24,3 | 24,5 | 21,6 | 17,3 | 13,0 | 10,0 | 9,1      | 13,7     | 23,4     | 17,3     | 15,9 |
| T. min. media (°C)  | 5,7  | 5,8  | 6,9  | 9,5  | 13,5 | 17,6 | 20,3 | 20,6 | 17,8 | 13,8 | 9,9  | 7,1  | 6,2      | 10,0     | 19,5     | 13,8     | 12,4 |
| Precipitazioni (mm) | 49   | 35   | 32   | 27   | 34   | 24   | 21   | 27   | 48   | 59   | 57   | 63   | 147      | 93       | 72       | 164      | 476  |

## Storia

### Le origini e l'epoca antica
Sono molte le prove della presenza di insediamenti umani preistorici (paleolitici e neolitici) nella zona. Ma la fondazione del nucleo abitato nel luogo dell'attuale paese è successiva.
L'origine di Rodi Garganico è stata spesso collegata al movimento espansionistico dei Rodii (per altri degli Argivi), popolo di etnìa greca che nell'VIII secolo a.C. ne colonizzò le coste attratto dal clima e dalle pinete.
Si tratta dello stesso popolo che fondò, secondo l'interpretazione di Strabone, la città di Elpie (o Salapia). Tale interpretazione, per la mancanza di una documentazione archeologica pertinente, risulta essere comunque piuttosto incerta.
Secondo diverse fonti illustri, tra cui Cellarius, Theodor Mommsen e Michelangelo Manicone, Rodi Garganico, invece, affonderebbe le sue radici nella cultura dauna, e quindi potrebbe essere stata riedificata sulle rovine della mitica Uria (o Veretum secondo il Manicone), distrutta dopo le guerre puniche, una tesi opposta a quella di Michelangelo De Grazia che descrive contemporaneamente Rodi ed Uria.
Plinio, infine, fa menzione di un Portus Garnae che gli storici identificano con il porto di Rodi Garganico, i cui ruderi erano visibili fino agli inizi del secolo scorso nella Cala del Castello, sotto il Rione Cambomilla.
Un'epigrafe fa supporre che Rodi Garganico in epoca romana fosse una provincia amministrata dal Comite Gneo Suilio Mascillioni, magistrato ed esattore di tributi.
Nella località Sotto il Castello si notano ancor oggi le mura difensive del porto di Rodi Garganico, che un tempo erano piuttosto imponenti e che, gradualmente, vennero trasformate in abitazioni. Una botola scolpita nella rupe, poi, permetteva di accedere ad un locale sulla cui architrave si leggeva la scritta in latino Tabularium (archivio), dove probabilmente veniva registrata l'attività commerciale e mercantile di Rodi Garganico.

### Dal Medioevo ad oggi

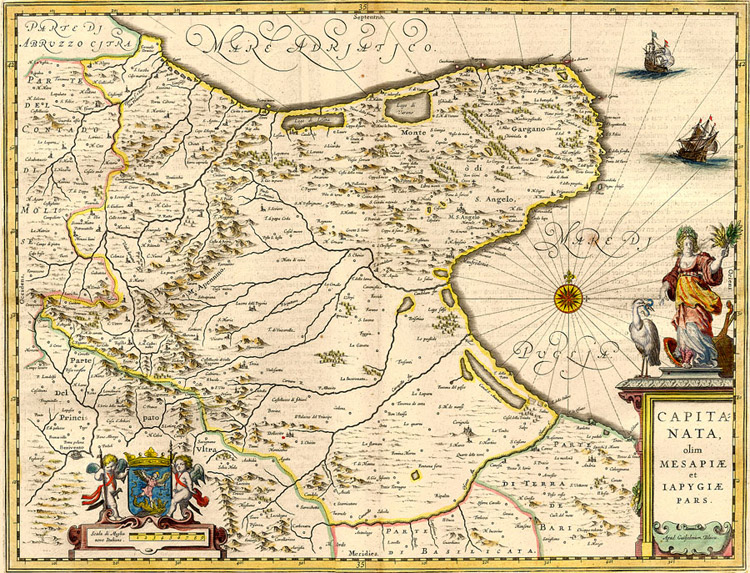
Antica carta geografica della Capitanata

Con la caduta di Roma si susseguirono tempi difficili: Rodi Garganico fu distrutta dai Goti nel 485 d.C., ricostruita nel 553 dopo la guerra greco-gotica e attaccata dai Saraceni nel 950.
Così come Carpino, venne occupata nel 1461 dagli Aragonesi. Nel 1446, infatti, risultava già essere feudo di Alfonso V d'Aragona.
Rodi conobbe un nuovo periodo di splendore a partire dal XVI secolo grazie alla produzione agrumaria, la cui filiera coinvolgeva quasi interamente la cittadinanza.
Tale coinvolgimento è evidente nel tempo anche attraverso la religiosità locale. La "protezione" dei santi veniva considerata come un elemento fondamentale per un'agricoltura feconda: sin dal Seicento i rodiani erano in prima fila, in occasione della festa di San Valentino (protettore degli agrumeti) durante la lunga processione di febbraio verso il colle del Carmine (Vico del Gargano per benedire piante e frutti di arance e limoni.
La scelta del santo arrivò dopo discussioni e pellegrinaggi alla ricerca di un patrono la cui festività si collocasse nella stagione invernale, periodo maggiormente critico per colture di arance.
Si narra che una delegazione di abitanti proveniente da Rodi e da Vico giunse in pellegrinaggio nella catacomba che custodiva i busti dei santi martiri, allorché il capo della delegazione, urtò il braccio sporgente di san Valentino: fu un segno provvidenziale e decisivo per la scelta. Il 10 febbraio 1618 l'Arcivescovo di Manfredonia approvò la scelta e quattro giorni dopo le ossa del santo giunsero da Roma nella Chiesa Madre di Vico, dando origine alla tradizionale processione del 14 febbraio, tutt'oggi evento seguito e condiviso da rodiani e vichesi.
Un evento infausto fu invece rappresentato dal disastroso terremoto del Gargano del 1646 che causò la distruzione di molti edifici nonché la morte di quattro cittadini.

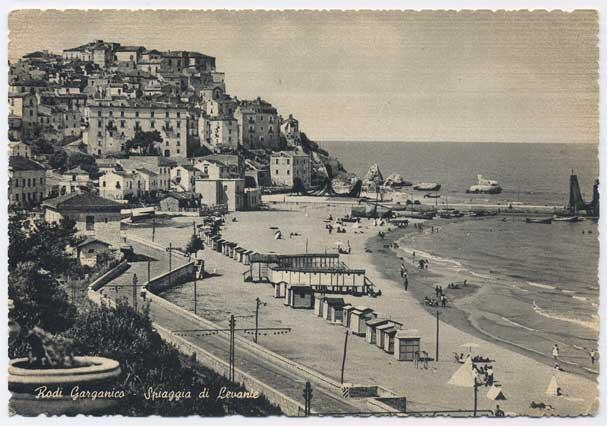
Veduta di Rodi Garganico nel 1901

Nel 1815 Rodi Garganico ospitò, presso la "Torretta del Re", Gioacchino Murat, che qui soggiornò tra la seconda caduta di Napoleone e il proclama di Rimini.
Nel secolo scorso, durante il ventennio fascista, attraversò un periodo di discreto sviluppo economico grazie alla costruzione della ferrovia garganica. Subito dopo la seconda guerra mondiale, tuttavia, il commercio degli agrumi, principale attività economica della città, si arrestò a causa della situazione politica internazionale che ne limitava i flussi commerciali: non era infatti più possibile commerciare con le dirimpettaie coste dalmate, principale meta delle esportazioni rodiane.
Oggi la cittadina, nonostante abbia mantenuto la produzione agrumaria -in un quadro di sviluppo orientato alla valorizzazione della tipicità dei vari prodotti agricoli, gastronomici ed agrituristici-, ha sviluppato principalmente la propria vocazione turistico-ricettiva.
Già apprezzata meta balneare negli anni sessanta, ha subìto importanti processi di restauro del patrimonio architettonico e di riqualificazione urbanistica messi in atto dalle amministrazioni comunali che si sono succedute nell'ultimo decennio; la recente costruzione di un porto turistico, infine, le ha conferito un ruolo interessante nel circuito turistico del Mediterraneo.

### Simboli

Lo stemma comunale

Lo stemma e il gonfalone della città di Rodi Garganico sono arricchiti da una simbologia evidentemente ispirata al territorio ed alla storia del comune. Il gonfalone reca l'iscrizione Irium, ad esempio, evocandone le radici romane; lo stemma, peraltro, presenta sul lato destro un albero di arance, ovvero il prodotto agricolo su cui si è fondata per anni l'economia locale, e su quello sinistro una galea che in araldica è simbolo di vittoria navale e prosperità acquisita con commerci d'oltre mare a testimonianza della cultura marinara della cittadina.
Lo scudo che contiene lo stemma è ornato da una corona murale formata da un cerchio aperto da quattro pusterle (tre visibili), con due cordonate a muro sui margini, sostenente una cinta, aperta da sedici porte (nove visibili), ciascuna sormontata da una merlatura a coda di rondine, tutto di color oro e merlato di nero.
L'articolo 6 dello statuto comunale di Rodi Garganico al comma 3 recita:
Con il conferimento a Rodi Garganico del titolo di città lo stemma ne ha acquistato gli ornamenti esteriori, cioè la corona muraria di città che sovrasta lo scudo.

### Onorificenze

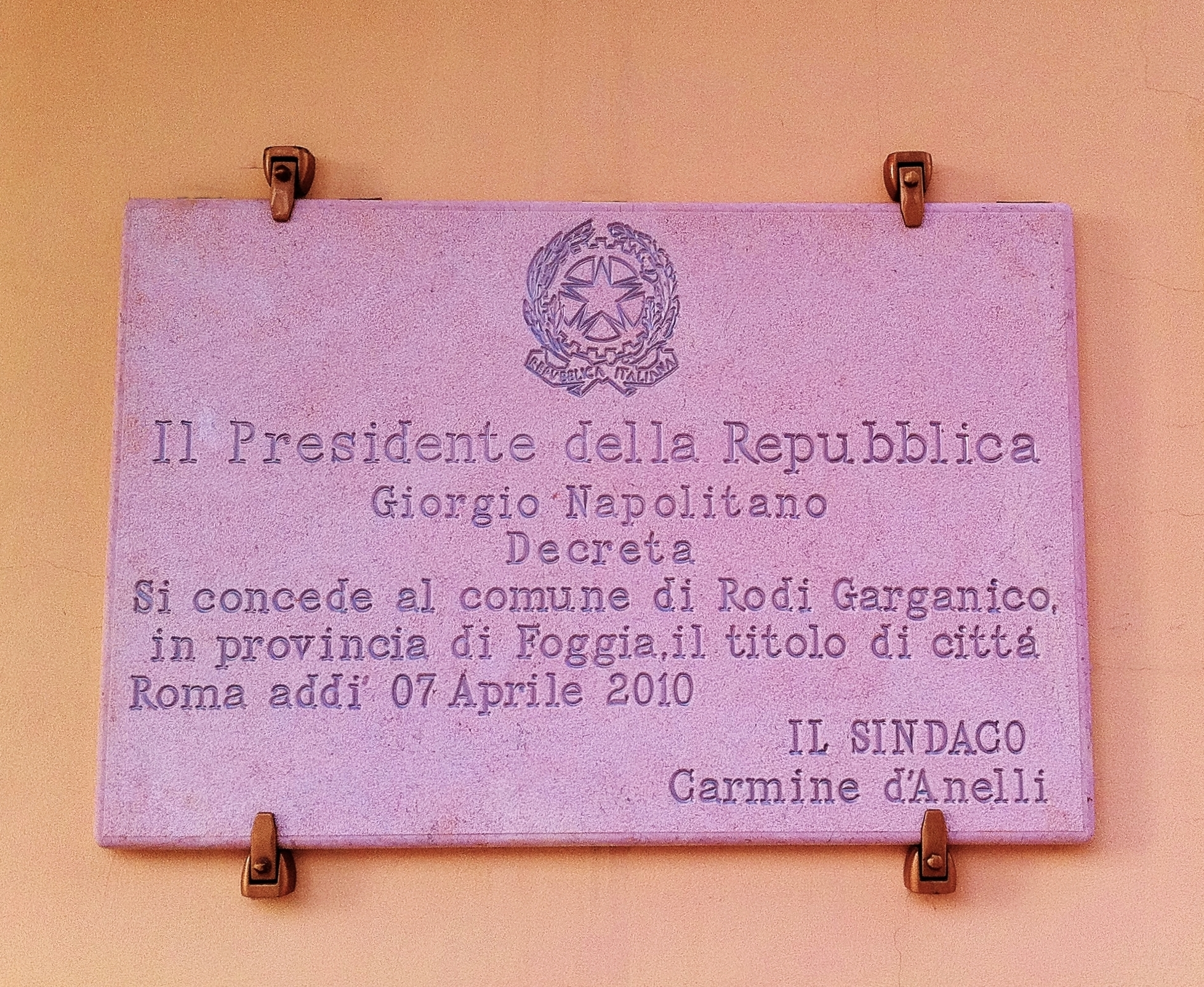
Targa marmorea sul palazzo del municipio, celebrativa il conferimento del titolo di città.

## Monumenti e luoghi d'interesse

### Architetture religiose

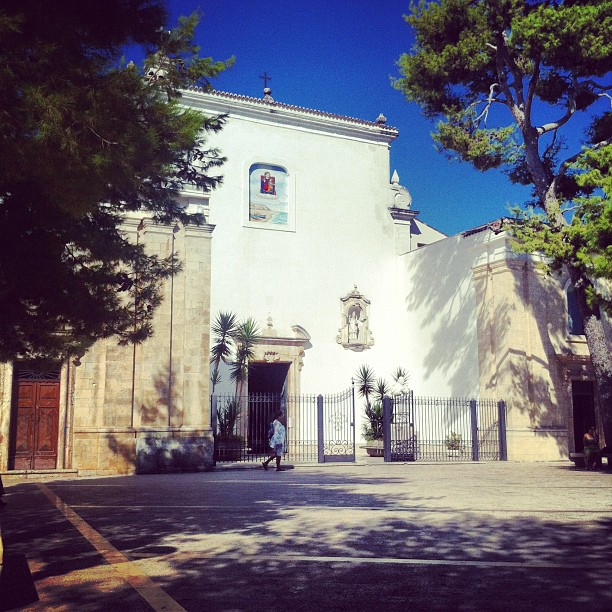
Santuario Madonna della Libera

#### Santuario della Madonna della Libera
Santuario da oltre 30 anni, è il luogo in cui da secoli si venera il quadro della Madonna della Libera.
In origine abbazia extra moenia (fuori le mura), il santuario venne successivamente inglobato nel tessuto del centro storico in seguito alle varie espansioni urbanistiche. La costruzione dello stesso va collegata alla necessità di ampliare la cappella divenuta ormai insufficiente ad accogliere la crescente affluenza dei fedeli.
La navata centrale risale ai primi del Settecento. Lo stile architettonico è un barocco pugliese.
L'altare maggiore, marmoreo, risale al 1873 e su di esso è posta l'icona della Madonna della Libera. Dipinta su tavola, essa ritrae la Vergine seduta su un trono con, sul grembo, il Bambino che gioca con una colomba trattenuta dal filo, mentre la mano destra della Vergine, benedicente, si leva facendo intravedere sul palmo il segno della croce. La tavola non è firmata, è assegnata alla scuola gotico-veneziana e risale probabilmente al 1400 - 1450. Nel Santuario, inoltre, si conservano quattro tele del 1700 di scuola napoletana e il Sacro Sasso su cui si posò la Vergine.

Una di queste, giunta al largo di Rodi Garganico si arrestò inspiegabilmente, non riuscendo a proseguire il suo viaggio verso Venezia nonostante il vento favorevole, mentre le altre navi proseguivano la loro rotta. Il capitano della galea, incredulo, sbarcò a terra per chiedere ragguagli circa lo strano fenomeno agli abitanti di Rodi, i quali, altrettanto sorpresi dall'accadimento non seppero fornirgli spiegazioni. Mentre questi s'incamminava fuori dalle mura cittadine per tornare all'imbarcazione vide ritto sopra un macigno, senza alcun supporto, il sacro quadro della Vergine, e lo riconobbe come una delle opere portate in salvo dalla capitale orientale. Convinto che l'immagine fossa stata furtivamente sbarcata da qualche componente dell'equipaggio, il capitano la riportò a bordo.
La galea non riuscì a riprendere il largo per tutta la notte nonostante il perseverare delle correnti e del vento favorevole e questo spinse il capitano, la mattina seguente, a riscendere a terra. Appena messo piede sulla terraferma, mentre la sua attenzione veniva attirata sul medesimo macigno dal grido «Miracolo! Miracolo!», notò che l'icona sacra si trovava lì, nuovamente ritta nell'identica posizione del giorno prima. Questo fu finalmente ritenuto dal capitano come una chiara manifestazione del desiderio mariano di non lasciare Rodi Garganico, e per questo motivo donò il quadro alla popolazione rodiana. Dopo questo gesto la nave riuscì miracolosamente a riprendere la rotta e, nonostante fosse salpata con un ritardo di due giorni, giunse nel porto di Venezia tre giorni prima delle altre.

#### Chiesa del Santissimo Crocifisso
Prima parrocchia cittadina, la "Chiesa del Crocifisso" fu chiusa in seguito ai danni riportati dal terremoto del 1679. Dopo il restauro curato da Michele Paolozzi (1695), venne assegnata alla Confraternita dell'Adorazione e della Morte.
L'impianto, ad una navata, conta 10 altari (di cui uno, il centrale, donato da un mercante locale vissuto nell'Ottocento, tale Carmine Carbone). Il primo a destra è dedicato alla Natività, mentre il primo a sinistra è posto sotto una statua lignea raffigurante Cristo Morto.
L'opera fu realizzata da una scuola d'arte napoletana del Seicento e tuttora viene portata in processione la sera del venerdì Santo. Interessanti sono anche i due organi: il "piccolo" donato da don Michele Veneziani e il "grande" dalle confraternite. Sotto l'organo maggiore è posta una lapide che ricorda i morti per il colera (1886). A testimoniare l'altra epidemia colerica del 1911 è stato eretto un altare di marmo in onore di San Rocco. Purtroppo adesso è in fase di costruzione e per il momento è inagibile

#### Chiesa di San Nicola
Edificata nel 1680, fu consacrata nel 1827 dall'arcivescovo Eustachio Dentice, che depose sopra l'altare maggiore le reliquie di San Cristoforo e San Teodoro. Qui si trova una statua lignea di San Cristoforo, compatrono della cittadina, venerata dalla popolazione e donata ai Rodiani dall'abate Giuseppe Spinelli (1681).

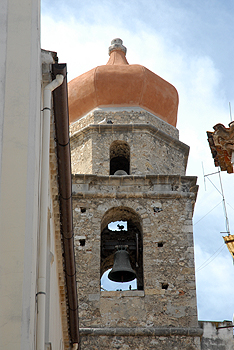
Chiesa di San Nicola - il Campanile

Accanto alla chiesa si eleva un campanile alto più di 20 metri, di tre piani, la cui realizzazione si è svolta in due periodi diversi: la prima parte, una torre quadrangolare di stile romanico, fu completata nel XII secolo durante la dominazione normanna. Al XIII secolo, invece, risale la struttura ottagonale con la sovrastante cupola in stile gotico orientale.
Fino al XVII secolo fu adibita a torre di vedetta e faceva parte del sistema difensivo costiero costituito da circa 25 presidi di avvistamento lungo tutto il litorale garganico.

#### Chiesa di Santa Barbara
Situata a 700 metri dal centro abitato, oltre le mura del paese, è la più antica. La sua esistenza è documentata già in uno scritto del 1091 come dipendenza dell'abbazia di Benevento. Un secolo dopo venne data in commenda ai Cavalieri di Malta. La struttura, oggi in precario stato di conservazione, fu restaurata nel 1645 ed allora arricchita di un prezioso quadro su tela raffigurante santa Barbara. La struttura tra il 2009 ed il 2010 è stata ulteriormente compromessa dal crollo della facciata principale e dalla costruzione di abitazioni adiacenti a pochi metri dal cimitero comunale.

#### Chiesa di San Pietro

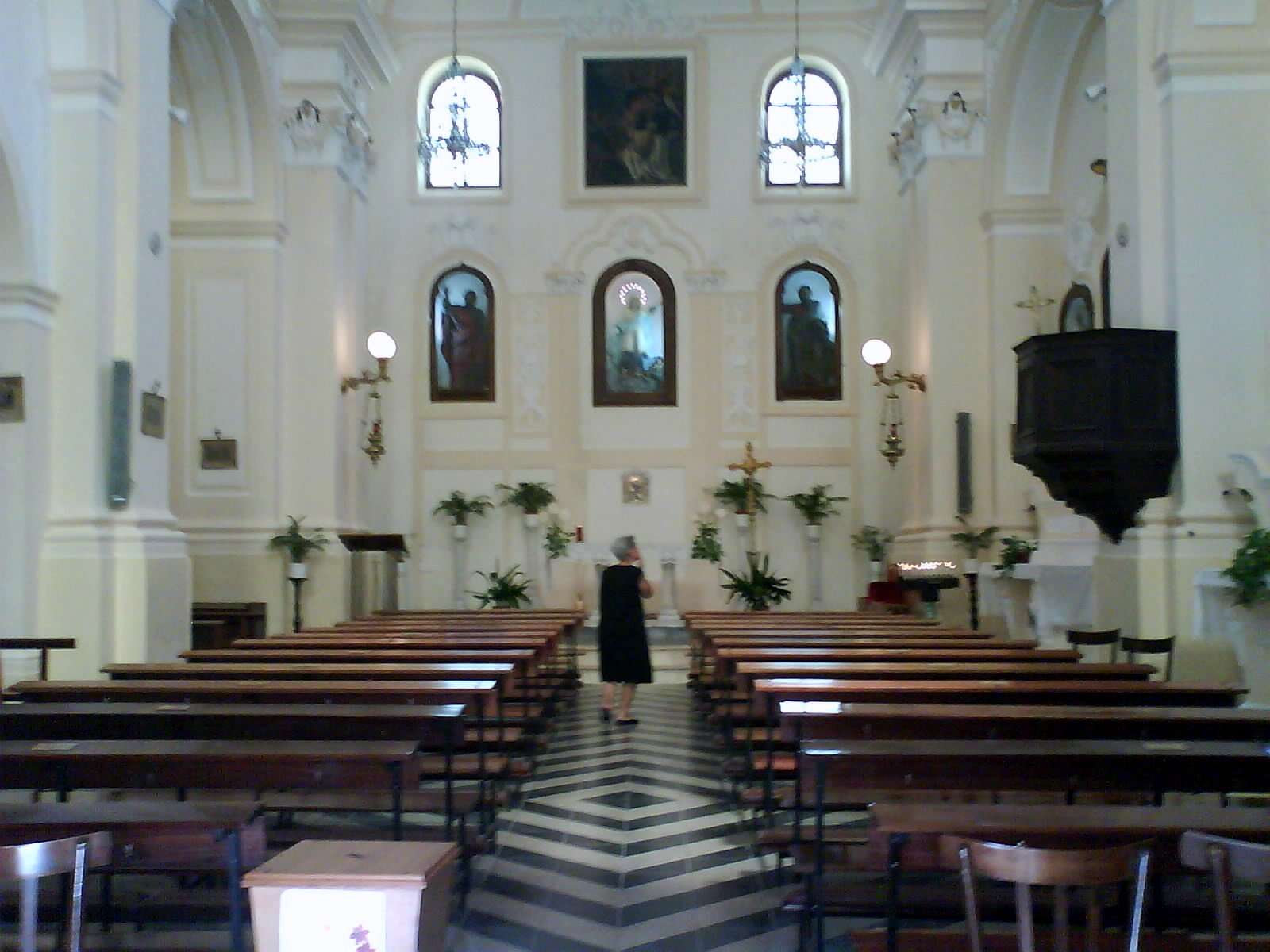
Chiesa di San Pietro

La chiesa di San Pietro, situata in una piazzetta, è la più antica chiesa urbana. Anticamente faceva parte di un convento costruito tra il 1216 ed il 1221 quando, come si narra, san Francesco d'Assisi si recò in pellegrinaggio presso la grotta di San Michele a Monte Sant'Angelo.
Proprio poiché parte di un complesso conventuale, l'architettura ne rispecchia le caratteristiche funzionali e storiche. A testimonianza di ciò, di fronte all'ingresso principale, è ancora visibile il chiostro inglobato nelle abitazioni. L'antico portico, infatti, è stato quasi del tutto convertito e sostituito da case ed edifici, mentre il pozzo centrale era visibile al centro della piazzetta sorta sulla pianta dello scomparso chiostro. Numerose differenze stilistiche ed architettoniche documentano l'ampliamento della chiesa in momenti successivi.

#### Chiesa del Santo Spirito - Convento dei Cappuccini
A circa due chilometri dal centro abitato nei pressi della sorgente detta "del Pincio", su una collina immersa nella cosiddetta oasi agrumaria che domina l'intera spiaggia di Levante, si trova il primo convento cappuccino del Gargano. Edificato nel 1538 seguendo la pianta tipica dei monasteri cappuccini, comprende anche una chiesa, consacrata nel 1678.
Il complesso, oltre ad ospitare nei suoi sotterranei antiche tombe di ecclesiastici e laici, presenta un piccolo chiostro di notevole valenza architettonica.
All'interno della chiesa, sopra l'altare maggiore, in legno e di fattura barocca, era custodito un pregiato dipinto su tela della Pentecoste risalente al XVI secolo ed attribuito al Mazzaroppi (1550 - 1620), raffigurante la Madonna circondata dagli Apostoli sui quali discende lo Spirito Santo. Dipendenza del convento erano alcuni terreni e casolari dell'oasi agrumaria, divenuti poi di proprietà di un mercante rodiano vissuto nell'Ottocento, Carmine Carbone. Degni di nota, infine sono gli altari barocchi delle tre cappelle laterali, i bassorilievi raffiguranti le figure dei santi e la volta della chiesa completamente decorata con affreschi antichi raffiguranti lo Spirito Santo. Qui, inoltre, è ancora conservata una preziosa campana fusa a Venezia nel 1782.

### Aree naturali

#### Oasi agrumaria
(Riccardo Bacchelli da Le arance dell'unità italiana)
La secolare produzione agrumaria è testimoniata dai Giardini di Agrumi che circondano la cittadina. Percorrendo le strade rurali che dal lungomare fino a San Menaio salgono verso le colline è possibile osservare vaste colture di arance e limoni, che fino al secolo scorso venivano esportati in tutto il mondo. A maggio, periodo di fioritura, è possibile percepire l'intenso profumo delle zagare (i fiori degli aranci) da tutto il litorale.
La zona rischia di essere distrutta dalla speculazione edilizia.

#### Faraglioni e trabucchi
Piccoli faraglioni arricchiscono il tratto di costa su cui sorge l'abitato. Il maggiore e più noto è quello detto "del Cane" (o "del Leone") a causa della sua particolare forma che ricorda, appunto, un cane o un leone che vigila sulla cittadina dai pericoli del mare.
Sulla sommità rocciosa della rupe ad est dei faraglioni è posto un antico trabucco, un'imponente struttura lignea usata tradizionalmente per la pesca, tipica del Gargano e come tale tutelata dal Parco nazionale. Il trabucco di Rodi Garganico è stato recentemente ricostruito in occasione della costruzione del nuovo porto turistico.

### Altro

#### Il Vuccolo
L'etimologia del nome deriva dal verbo longobardo "vucculare" che significa "gridare", "chiamare". Deve il suo nome alla tipica (fino a qualche tempo fa) usanza delle popolane di chiamare (vucculare) dalle terrazze i mariti intenti a lavorare le reti a "Mer'i varc" ("mare delle barche"), il nome con cui ancora oggi viene chiamata la zona portuale.

#### QuartiereChépe abbasce(A testa in giù)
È caratterizzato da vicoli stretti con tracciati intricati, ripide scalinate, archi, piazzette nascoste e terrazze panoramiche. I vicoli stretti e la disposizione delle case rispondevano alla duplice esigenza di ripararsi dai forti venti invernali, ma anche di poter vedere il mare. Il quartiere, infatti, era abitato prevalentemente da pescatori.
Si trovano nel centro storico la chiesa del Santissimo Crocifisso e l'ormai scomparsa chiesa di San Michele Arcangelo.

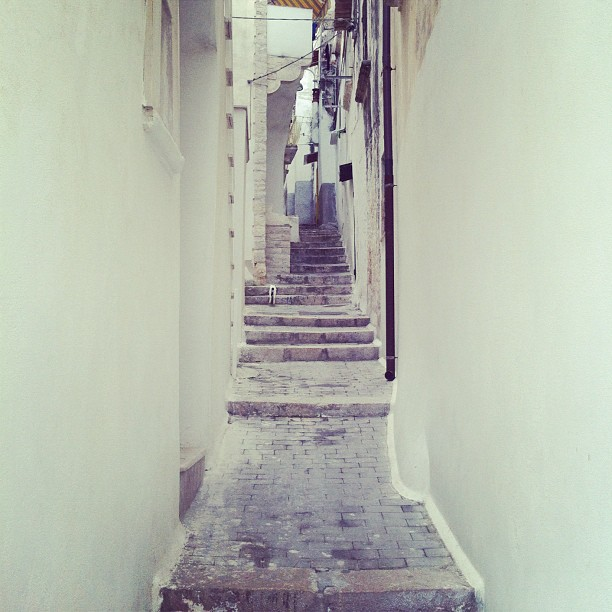
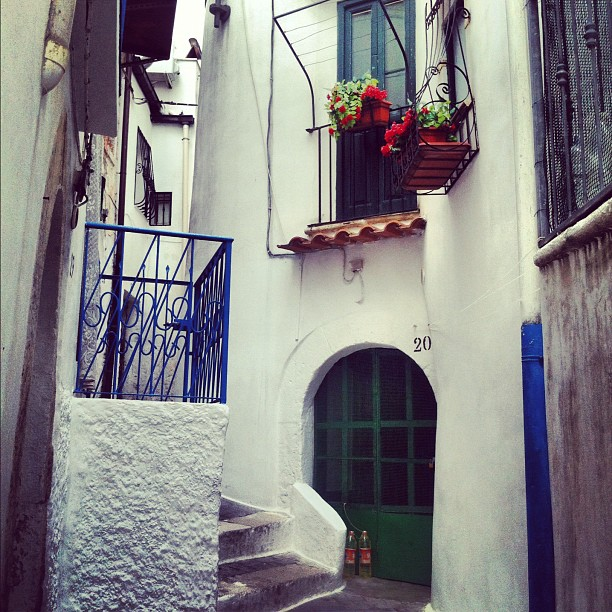
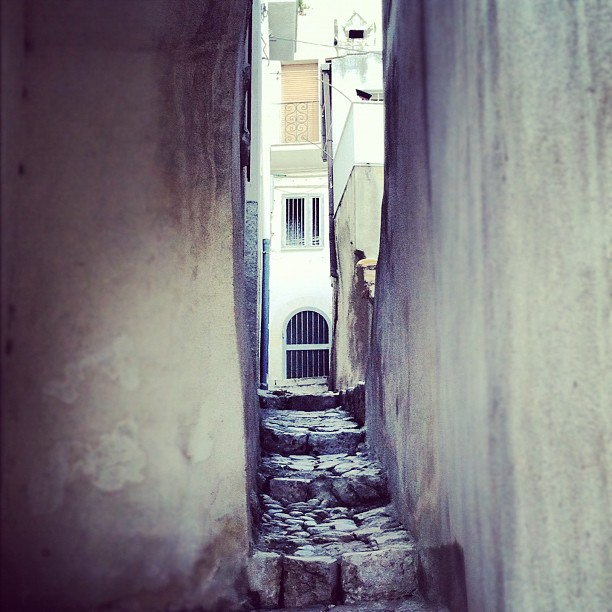
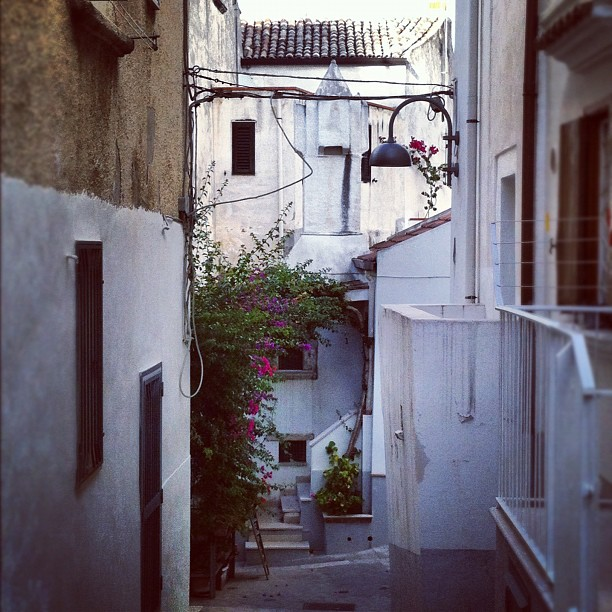

## Società

### Evoluzione demografica
Secondo i dati aggiornati a ottobre 2020, la popolazione risulta essere composta da 3 472 abitanti di cui il 49% costituito da individui maschi ed il 51% da femmine.
Abitanti censiti

### Etnie e minoranze straniere
Rodi Garganico assistette al fenomeno dell'emigrazione nel Novecento, verso l'Europa settentrionale, in particolare verso il Belgio e la Germania), e l'Italia nord-occidentale; oggi invece vi risiedono 89 cittadini stranieri diversa nazionalità, pari al 2,44% della popolazione comunale. Le comunità più numerosa è quella rumena con 48 persone residenti.

## Cultura

### Biblioteche
La biblioteca comunale, fondata nel 1967, è stata trasferita nel luglio 2002 in una nuova sede presso l'Istituto Statale "Luigi Rovelli". Dotata di postazioni per l'accesso ad internet, fa oggi parte del Sistema Bibliotecario Provinciale di Foggia.
Il patrimonio librario conta opere prevalentemente a carattere letterario, geografico e di storia locale. Non è abitualmente frequentata dalla popolazione.

### Scuole
Oltre ad una scuola per l'infanzia, una scuola elementare ed una media inferiore hanno sede a Rodi Garganico:
- Istituto omnicomprensivo statale "Mauro del Giudice".
- Conservatorio di Rodi Garganico, sezione staccata del conservatorio Umberto Giordano di Foggia. Il conservatorio, fondato nel 1980 per volere di Teodoro Moretti, vanta una nuova sede comprensiva di un auditorium. I suoi studenti si sono spesso distinti a livello nazionale ed internazionale.[54]

### Media

#### Radio
- Radio Centro, emittente radiofonica privata.
- Radio New Dimension, le cui trasmissioni sono terminate il 15 agosto 2009.
- Gargano FM - Redazione di Rodi Garganico (la sede legale è sita nella vicina San Nicandro).

### Cinema
A Rodi Garganico fu girato parte del film La legge (La loi), pellicola italo-francese drammatica/commedia del 1958 di 126 minuti con Gina Lollobrigida, Marcello Mastroianni e Yves Montand. Diretto da Jules Dassin e tratto dall'omonimo romanzo di Roger Vailland del 1957, non fu girato solo a Rodi Garganico ma le riprese si svolsero anche nei vicini paesi di Carpino e Peschici.

### Cucina
La cucina rodiana è caratterizzata da numerosi piatti tipici generalmente a base di pesce o verdure.
Tra gli antipasti tipici vi sono un'insalata di acciughe o agostinelle e (alici) crude con sughetto d'olio e limone (lìce oppure iustenédde, ògghie e chemùne), un'insalata di arance condite con olio (nzaléte de Porta Iàlle), o un'insalata di cozze o cannolicchi freschi conditi con limone e prezzemolo (i còcchele nére oppure cannelìcchie pe u chemùne).
Tra i primi piatti, invece, si ricordano i ditali con le telline conditi con soffritto di aglio e olio (tubettìne pe i cuchìgghie), i troccoli con seppie ripiene di pane e formaggio (sécce chiéne e ntrùcchele), e i bucatini con le canocchie (mbricciatìlle e cechéle).
Tra i secondi piatti di pesce, tipici sono i bianchetti marinati, cioè conditi con olio, aceto e prezzemolo (grugnalétte marenéte); le alici "mollicate" alla rodiana, cioè condite con olio, pomodori, prezzemolo, aglio e mollica di pane, e le cozze o alici gratinate (còccele nére o lìce arracanéte).
Tra i secondi piatti di carne, ricordiamo gli involtini di carne alla rodiana (i ciambòtte), e un gulasch di capretto, patate e lampascioni (detto u ròte).
Tra i dolci vi sono i taralli conditi con vincotto (mustazzùle), gli strùffele, praline sfiziose cosparse con zucchero caramellato, oppure i calzoni o panzerotti dolci (i caveciuncìdde>).
I liquori rappresentano il fiore all'occhiello della cucina rodiana. Per primo c'è il limoncello, un liquore preparato con i tipici limoni femminello che hanno reso famosa la cittadina garganica, seguito dall'arancino, liquore di arance, dal Laurino, liquore di alloro, e dal mostocotto, un liquore di amarene.

### Eventi

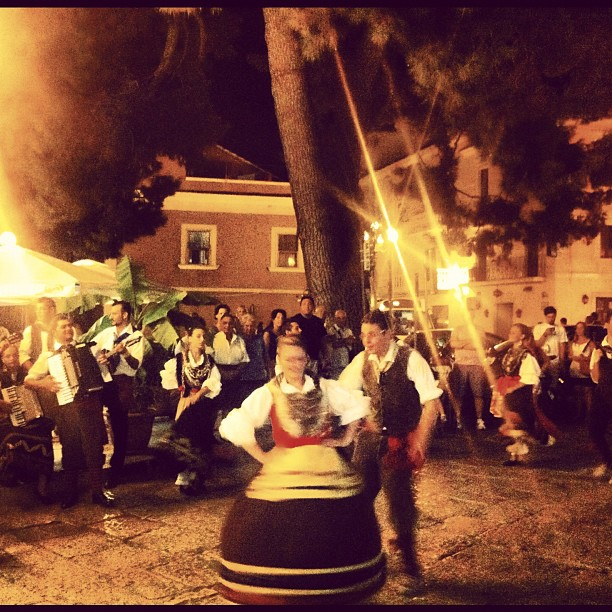
Uno spettacolo per strada

- Estate rodiana: è la serie di eventi e manifestazioni culturali che da anni caratterizzano la cittadina durante i mesi estivi.[15] Il programma presenta una serie di appuntamenti di vario tipo e che variano di anno in anno.
- Festa patronale (2 e 3 luglio): festeggiamenti in onore della patrona Maria Santissima della Libera e di San Cristoforo. Processioni per le vie cittadine si alternano a mercatini ed esibizioni tipiche. La sera del 2 luglio si tiene il concerto nel quale si esibiscono artisti del panorama musicale italiano ed internazionale, invitati dall'amministrazione comunale.[15]
- Festa di San Rocco (terza settimana di agosto), dove sono sempre previste serate-evento e le cui celebrazioni culminano con il tradizionale concerto all'aperto che annualmente ospita cantanti italiani e lo spettacolo dei fuochi d'artificio.[15]

Tra le rassegne annuali ricordiamo:

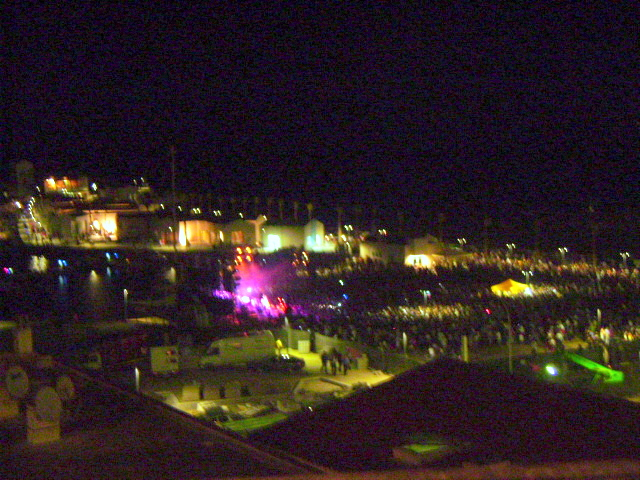
Un concerto al porto

- Rodi Jazz Fest, il festival dedicato al Jazz italiano ed a tutta la musica da esso derivata promosso dal Conservatorio di musica "Umberto Giordano" di Rodi Garganico. Sette giorni di appuntamenti musicali e molti dei nomi del panorama jazz italiano ed internazionale. Si svolge nel mese di luglio e la direzione artistica e il progetto fa capo a Giuseppe Spagnoli, docente di pianoforte del conservatorio rodiano.[15]
- GarganoLetteratura, una rassegna culturale che ha come sedi principali i due vicini comuni di Vico del Gargano ed Ischitella e che si compone di una serie di appuntamenti e manifestazioni alla scoperta del Gargano segreto e leggendario, della sua cultura e del folklore, attraverso la poesia e la narrativa.[15]

## Geografia antropica
(Michelangelo Manicone da La Fisica Appula)

### Urbanistica

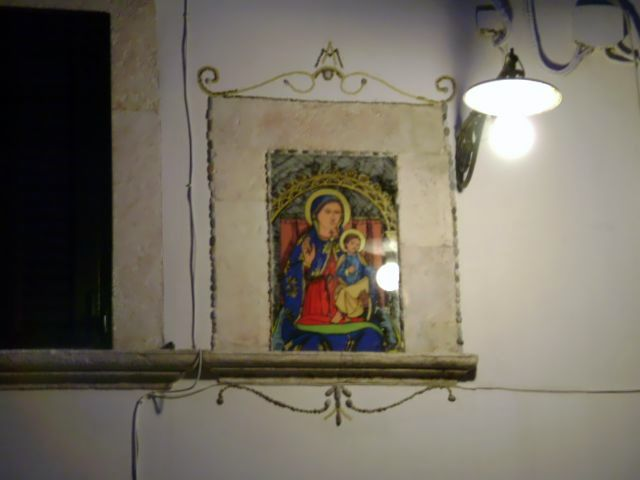
Un'edicola nel quartiere U céveze

Il nucleo abitato ha subito espansioni del tessuto urbano in più momenti storici, soprattutto in epoche recenti, ed in diverse direzioni. Originariamente il paese era circondato da imponenti mura difensive, che a partire dal XVI secolo furono convertite in abitazioni. L'espansione dell'abitato verso ovest proseguì sino alla prima metà del Novecento, quando venne costruito il quartiere Camomilla, così chiamato perché eretto su un'area dove esistevano coltivazioni di fiori di camomilla; nello stesso periodo fu urbanizzata l'area prospiciente il tracciato dell'attuale SS89, originando l'attuale Corso Madonna della Libera e Piazza Margherita (poi Padre Pio).

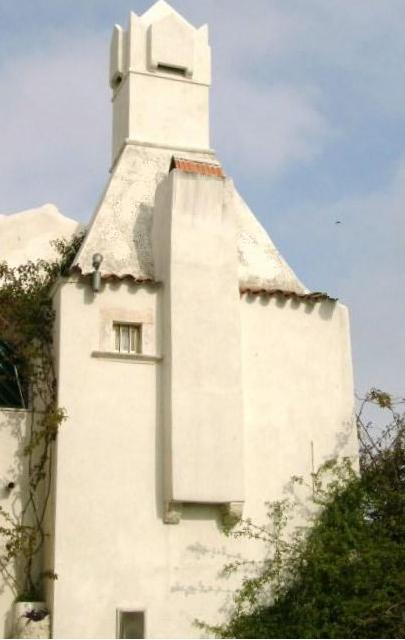
Casetta tipica del vuccolo

A partire dagli anni settanta sono sorti ad ovest i quartieri Baia degli Aranci e Boschetto, caratterizzati da tracciati viari abbastanza regolari e costituiti prevalentemente da complessi residenziali. La loro zona più bassa costituisce il breve lungomare della spiaggia di Ponente. A est, seguendo la strada che conduce al Convento dei cappuccini, sono invece state edificate la zona "167" (1980-1990) con il quartiere Fontana e altre aree residenziali, mentre a nord è nato il quartiere Posta e Madonnina, seguendo il processo espansivo che ebbe inizio nei primi anni del secolo scorso lungo la SS89.
Tra il 2006 e il 2009 è stato realizzato un porto turistico in corrispondenza dello specchio di mare circoscritto tra la spiaggia di levante e l'abitato (il Mer'i varc), fino ad allora solcato da un semplice molo d'attracco. Il baricentro urbanistico del paese si è di conseguenza spostato verso il basso e verso il mare grazie al progetto di Leopoldo Franco che ha fatto sì che il tessuto urbano venisse prolungato per diverse centinaia di metri nell'Adriatico attraverso la creazione di una nuova zona prettamente commerciale e turistico-ricettiva che funge da fianco orientale del porto. Dalla piazzetta del porto, creata all'estremità settentrionale della banchina orientale e progettata in modo da costituire un punto di osservazione particolarmente panoramico, è possibile scorgere quasi 30 km di costa garganica da Peschici a Torre Mileto. Tra il 2009 e il 2010 è stata urbanizzata l'area adiacente alla chiesa di Santa Barbara. Attualmente la contrada Cappella del convento è interessata da un discusso progetto urbanistico.

### Frazioni e località
Nel territorio comunale si trova inoltre la località balneare Lido del sole, frazione situata lungo la costa ad ovest del centro abitato di Rodi Garganico vicino a Foce Varano, Ischitella e Rodi Garganico. Fondata nel 1966, è caratterizzata da abitazioni in stile mediterraneo moderno e da una particolare disposizione urbanistica ad anfiteatro.
A cinquecento metri dal centro abitato si trova il villaggio Santa Barbara, costituito prevalentemente da abitazioni estive e strutture ricettive. La lottizzazione dell'area non ha tenuto conto del rischio idrogeologico e della presenza dei resti dell'abbazia di Santa Barbara e di un cimitero medioevale trasformato in un parcheggio. Situato nella piccola cala dei Templari si affaccia sulla spiaggia di Ponente nel punto in cui è dominata dall'alta Costa Ripa.
Sul versante opposto, a meno di 3 km dal centro cittadino in direzione ovest e vicino a San Menaio, sorge il villaggio rurale di Canneto, nell'oasi agrumaria rodiana in prossimità di due sorgenti d'acqua.

## Economia
L'economia cittadina si basa principalmente sull'agricoltura e sul turismo. I due settori trovano reciproca commistione nell'offerta agrituristica in espansione, nonché nella tradizione enogastronomica del territorio. Per ciò che riguarda il settore primario è inoltre presente la pesca, seppur rivolta al mercato locale.

### Agricoltura
(Michelangelo Manicone da La Fisica Daunica)

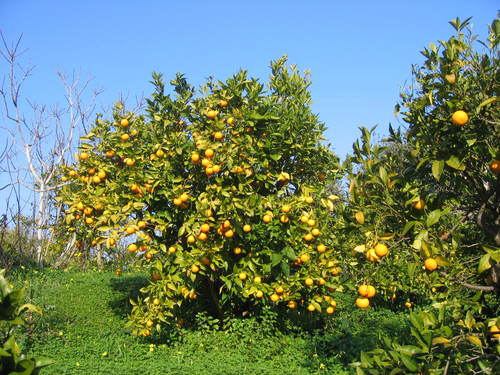
Agrumeto dell'Oasi Agrumaria

L'agricoltura, la cui produzione è per lo più incentrata su agrumi e olive, rappresenta un settore produttivo di rilievo nell'economia della cittadina.
Le particolari condizioni microclimatiche fanno sì che sul promontorio gli agrumi maturino qualche mese più tardi rispetto alle altre regioni mediterranee. Ciò permette al frutto di arrivare sul mercati come prodotto fresco anche quando si è esaurita la grossa offerta. Per questo motivo e per le coltivazioni intensive di agrumi che fin dal XVIII secolo erano oggetto di esportazione via mare in parti del mondo anche lontane, Rodi Garganico veniva spesso metaforicamente indicata in molti testi dei primi del Novecento come il Giardino d'Agrumi.
Le varietà rodiane (e garganiche) sono: Limone Femminello del Gargano (IGP), Arancia del Gargano nella varietà bionda e duretta (IGP) e Arancia Amara.
Gli oliveti rappresentano una delle poche colture che, nonostante la preoccupante crisi del settore agricolo, riescono a non subire alcuna contrazione produttiva.
La zona di coltivazione ha inoltre un valore storico, essendo costituita in prevalenza di esemplari d'ulivo ultrasecolari. La varietà autoctona è la Ogliarola Garganica che costituisce l'80-90% di tutti gli oliveti garganici.
Quasi tutte le aziende agricole sono a conduzione diretta.

### Turismo
Il turismo rappresenta un settore fondamentale nell'economia comunale. Pur avendo caratteristiche stagionali, l'affluenza turistica raggiunge nella stagione estiva punte di alcune decine di migliaia di presenze. Le attrazioni sono di tipo balneare, naturalistico e diportistico. L'offerta ricettiva è costituita da hotel, villaggi o resort (soprattutto nella zona tra il Lido del sole e la spiaggia di ponente), ed in prevalenza da appartamenti o residence.
L'apertura nel 2009 del porto turistico Marina "Maria SS. della Libera", ha generato un flusso di turismo diportistico fino ad allora sconosciuto per la cittadina ed ha reso possibile l'istituzione di collegamenti marittimi di linea con la Croazia, creando un indotto del tutto nuovo per l'economia locale.

## Infrastrutture e trasporti

### Strade
Il territorio comunale è attraversato dalla SS 89 "Circumgarganica" che congiunge la città ad ovest con Carpino e ad est con San Menaio e Peschici (lungomare di Levante).
Rodi Garganico è collegata ad Ischitella e Vico del Gargano attraverso la SP 53 bis, che si innesta nella SS 693 "S.S.V. del Gargano", superstrada che a sua volta raccorda il paese con l'asse autostradale della A14 (uscita Poggio Imperiale).

### Ferrovie
Rodi Garganico è servita dalla ferrovia San Severo-Peschici, gestita dalle Ferrovie del Gargano.
La stazione di Rodi Garganico è situata a 150 metri dalla zona portuale.
A partire dal 2010 sono state attivate altre fermate:
- la stazione di Guardiola, a 900 metri da Lido del sole;
- la stazione di Sotto la Costa, nei pressi di via Varano e della Spiaggia di Ponente;
- la stazione di Rodi Porto, a 100 metri dal porto turistico.

Sono inoltre disponibili due fermate a richiesta: la Ripa- Baia Santa Barbara, sulla Spiaggia di Ponente nei pressi della contrada omonima, e la stazione di Mulino di Mare, a 1,5 km dall'abitato, nei pressi della contrada di Mascherizzo e della Spiaggia di Levante.

### Porti

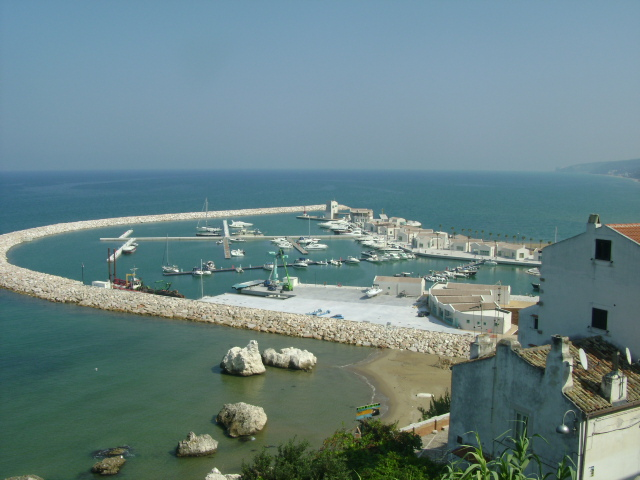
Veduta del porto

Il Porto Marina "Maria SS. della Libera", (l'unico yachting point dell'Adriatico), inaugurato il 25 luglio 2009, ha rivoluzionato il profilo urbanistico del paese. Realizzato seguendo i criteri della bioarchitettura, è il porto turistico di più recente costruzione e tra i più moderni ed attrezzati del medio-basso Adriatico, nonché il più vicino alle coste della Croazia.
Il porto è in grado di accogliere 316 imbarcazioni con lunghezza (ft) compresa tra gli 8 e i 45 metri. La profondità del fondale varia da un minimo di 3,50 metri ad un massimo di 7 metri. Vengono organizzati eventi diportistici in tutte le stagioni.
Il porto è collegato, attraverso trasferimenti marittimi giornalieri, con le Isole Tremiti, Peschici e Vieste. La firma di un protocollo d'intesa con il consolato croato, ha definito i collegamenti con le destinazioni di Lastovo e Pelagosa.

### Mobilità urbana
La cittadina dispone di tre linee urbane di autobus.

## Amministrazione
Il Comune di Rodi Garganico appartiene alla Comunità montana del Gargano che ha come capoluogo Monte Sant'Angelo e che comprende altri 12 comuni della Provincia di Foggia (gli stessi che costituiscono l'omonimo Parco nazionale, tranne 5: Apricena, Lesina, Isole Tremiti, Manfredonia e Serracapriola).
Nella sala consiliare del palazzo del municipio è presente una lapide che ricorda Attilio Ruggiero, partigiano prima e sindaco successivamente dal 1948 al 1952.
Di seguito è presentata una tabella relativa alle amministrazioni che si sono succedute in questo comune.
| Periodo          | Periodo          | Primo cittadino    | Partito                        | Carica              | Note   |
| ---------------- | ---------------- | ------------------ | ------------------------------ | ------------------- | ------ |
| 26 giugno 1985   | 8 giugno 1990    | Teodoro Moretti    | Partito Socialista Italiano    | Sindaco             | [ 68 ] |
| 8 giugno 1990    | 12 dicembre 1992 | Nicola Pinto       | Partito Socialista Italiano    | Sindaco             | [ 68 ] |
| 19 dicembre 1992 | 24 aprile 1995   | Vincenzo Petrosino | Partito Socialista Italiano    | Sindaco             | [ 68 ] |
| 24 aprile 1995   | 14 giugno 1999   | Teodoro Moretti    | sinistra                       | Sindaco             | [ 68 ] |
| 14 giugno 1999   | 29 agosto 2001   | Nicola Pinto       | lista civica                   | Sindaco             | [ 68 ] |
| 29 agosto 2001   | 28 maggio 2002   | Ernesto Liguori    |                                | Comm. straordinario | [ 68 ] |
| 28 maggio 2002   | 29 maggio 2007   | Carmine D'Anelli   | Casa delle Libertà             | Sindaco             | [ 68 ] |
| 29 maggio 2007   | 7 maggio 2012    | Carmine D'Anelli   | lista civica                   | Sindaco             | [ 68 ] |
| 7 maggio 2012    | 11 giugno 2017   | Nicola Pinto       | lista civica Rodi è già domani | Sindaco             | [ 68 ] |
| 11 giugno 2017   | 12 giugno 2022   | Carmine D'Anelli   | lista civica                   | Sindaco             | [ 68 ] |
| 12 giugno 2022   | in carica        | Carmine D'Anelli   | lista civica                   | Sindaco             | [ 68 ] |

## Sport
La società di calcio locale è l'A.S.D. Real Rodi Garganico e milita nel girone A di Seconda Categoria. Negli anni novanta a Rodi Garganico era presente la U.S. Irium Rodi, che disputava anch'essa campionati dilettantistici di livello regionale.
Rodi Garganico è stata attraversata più volte dal Giro d'Italia e in due edizioni ha ospitato un arrivo di tappa: la quinta tappa del Giro d'Italia 1981, partita da Marina di San Vito e vinta da Giuseppe Saronni e la prima semitappa della quarta tappa del Giro d'Italia 1988, partita da Vasto e vinta da Massimo Podenzana.
Lo Yacht Club di Rodi Garganico, è stato sede del Match Race Challenge 07. Organizza tutto l'anno diversi eventi diportisticie ospita una scuola di vela.

### Impianti sportivi
Il campo comunale "Teodoro Moretti": impianto destinato al calcio, sorge nella contrada Matera. È una struttura regolamentare secondo le norme FIGC di categoria, le dimensioni del campo di gioco sono 100×60 metri ed il fondo è in terra stabilizzata; può accogliere 706 spettatori.

### Pubblicazioni
- (EN) Leopoldo Franco, Montagna, Meme', Van Innis, Morphological aspects related to the Marina of Rodi Garganico, in Proc. PIANC conference Mediterranean Days of Coastal Engineering, Palermo, ottobre 2008, ISSN non esistente.
- Università di Pisa, Istituto di archeologia e storia antica, Studi classici e orientali - Rivista, vol. 17-18, 2008, ISSN 1724-1820 (WC · ACNP).

### Web
- Rodi Garganico Blog, Rodi Garganico è doppia bandiera blu FEE anche per il 2011, su blog.rodigarganico.info, 2011. URL consultato il 17 giugno 2011.
- Carmine De Leo, Il Convento dei Cappuccini a Rodi Garganico, su blog.rodigarganico.info, 2008. URL consultato il 21 aprile 2010.
- CONI Puglia, Gli impianti di Foggia e provincia (PDF), su conipuglia.it. URL consultato il 16 aprile 2010 (archiviato dall'url originale il 20 gennaio 2012).
- Comunità montana del Gargano, I comuni della Comunità, su comunitamontanagargano.it, 2010. URL consultato il 10 aprile 2010 (archiviato dall'url originale il 31 luglio 2012).
- Conservatorio di musica Umberto Giordano, su conservatoriorodi.it, 2010. URL consultato il 10 aprile 2010.
- Pietro Gaietto, L'urlo di Homo Erectus, su paleolithicartmagazine.org, Paleolithic Art Magazine, 2002. URL consultato il 16 aprile 2010.
- Rodi Garganico online, La cucina tipica di Rodi Garganico, su rodigarganico.info, 2009. URL consultato il 10 aprile 2010.

### Articoli
- Giuseppe Bruno, Rodi, iniziati i lavori di ripascimento, in Blog RodiGarganico.info, , 2009. URL consultato il 19 aprile 2010.
- Antonella Caruso, Rodi, da quest'estate traghetto diretto per la Croazia, in Blog RodiGarganico.info e La Gazzetta del Mezzogiorno, , 2009. URL consultato il 21 aprile 2010.
- Antonio Delle Fave, La “Squadra del Cuore”, vanto di Rodi Garganico, in Blog RodiGarganico.info, 16 aprile 2009. URL consultato il 15 aprile 2010.
- Francesco Mastropaolo, Rodi chiama, Croazia risponde [collegamento interrotto], in News Gargano, 25 marzo 2010. URL consultato il 9 marzo 2010.
- Paolo La Rotonda, Amministrative 2007 - In Capitanata 15 comuni al voto [collegamento interrotto], in Sistema in Capitanata - Confcommercio, 12 maggio 2007. URL consultato il 16 aprile 2010.
- Teresa Maria Rauzino, Viaggio a Rodi Garganico tra icone bizantine ed ex voto, in Microstorie, La memoria dimenticata, , 2004. URL consultato il 16 aprile 2010.